# Ótelek
Ótelek (románul: Otelec) település Romániában, a Bánságban, Temes megyében.

## Fekvése
A Béga-csatorna mellett, Újvártól délnyugatra, Öregfalu déli szomszédjában fekvő település.

## Története
A középkorban még két Telek nevű település létezett. 1452-ben Keve vármegye területén Feltelek és Teleki nevű települést is említettek az oklevelek.
Ótelek a 15. század közepén a Teleki család birtoka volt.
A török hódoltságalatt a település teljesen elpusztult, még az 1723-1786-os térképen sem tüntették fel.
A mai helység 1793-1795 között települt és 1856-ban alakult önálló községgé.
1838-ban a falu gróf Buttler János birtoka volt.
1840-től 1848-ig Bogdanovics Péter volt a település birtokosa.
1910-ben 1921 lakosából 1878 magyar, 33 német volt és valamennyi római katolikus.
A trianoni békeszerződés előtt Torontál vármegye Párdányi járásához tartozott.